# 无畏级驱逐舰
無畏級驅逐艦（英語：Udaloy-class destroyer），蘇聯賦予的原計劃名為大型反潛船艦計畫1155「軍艦鳥」，「無畏」則是北約代號），為蘇聯在解體前建造的最後一級反潛驅逐艦，蘇聯解體後由俄羅斯接續建造，排水量大於現代級，被俄羅斯海軍稱為「大型反潛驅逐艦」，蘇聯海軍最後一艘無畏級驅逐艦於1991年服役，現今俄羅斯海軍所屬的恰巴年科海軍上將號（«Адмирал Чабаненко»）則於1999年1月28日服役，為最後一艘無畏級驅逐艦。

## 設計
全長163.5米、寬度19.3米、最大排水量8700噸、最高航速30節。
無畏級驅逐艦設計的目的是在於反潛，主要的飛彈、魚雷、炸彈都是針對攻擊潛艇而設計或改進。魚雷武裝包括2座四聯裝533毫米魚雷發射管、飛彈有2座四聯裝的SS-N-14「石英」反艦/反潛用飛彈、深水炸彈為2座RBU-6000型12聯裝反潛火箭發射器，艦載機則以Ka-25和Ka-27這兩種反潛直升機為主。
無畏級驅逐艦結構設計緊湊，在防空、反潛等裝備主要集中在船艦前部，電子設備在艦艇中部，直升機平台位於船尾。這種配屬方法在蘇俄軍艦中很常見，但無畏級驅逐艦的這種裝備方法，是配合作戰時所需的攻擊程序，同時能使軍艦航行平穩，在不利的海況下航速也能超過30節，進而滿足遠洋作戰的需求。

## 同級艦
| 艦名                     | 舷號 | 建造船廠                       | 開工           | 下水           | 服役           | 退役          | 隸屬                | 備註                                 |
| ------------------------ | ---- | ------------------------------ | -------------- | -------------- | -------------- | ------------- | ------------------- | ------------------------------------ |
| 無畏號                   | 695  | 加里寧格勒波羅的海楊塔爾造船廠 | 1977年7月23日  | 1980年2月5日   | 1980年12月31日 | 2002年        |                     |                                      |
| 瓦西列夫斯基元帅号       | 687  | 列寧格勒日丹諾夫造船廠         | 1979年4月22日  | 1981年12月29日 | 1983年8月12日  | 2004年        |                     |                                      |
| 扎哈洛夫海军上将号       | 443  | 加里寧格勒波羅的海楊塔爾造船廠 | 1981年10月16日 | 1982年11月4日  | 1983年12月30日 | 1992年        |                     | 因火災被拆解                         |
| 斯皮里多諾夫海軍上將號   | 541  | 加里寧格勒波羅的海楊塔爾造船廠 | 1982年4月11日  | 1984年4月28日  | 1984年12月30日 | 2002年        |                     |                                      |
| 特里巴特斯海軍上將號     | 564  | 加里寧格勒波羅的海楊塔爾造船廠 | 1982年4月11日  | 1984年4月28日  | 1984年12月30日 |               | 太平洋舰队 (俄罗斯) |                                      |
| 库拉科夫海军中将号       | 626  | 列寧格勒日丹諾夫造船廠         | 1977年11月4日  | 1980年5月16日  | 1981年12月29日 |               | 北方艦隊            | 1991年首次退役，2010年回復現役       |
| 薩波什尼科夫元帥號驅逐艦 | 543  | 加里寧格勒波羅的海楊塔爾造船廠 | 1983年5月25日  | 1984年12月27日 | 1985年12月30日 |               | 太平洋舰队 (俄罗斯) | 2021年升級工程完成後重新歸類為巡防艦 |
| 北莫尔斯克号             | 619  | 加里寧格勒波羅的海楊塔爾造船廠 | 1984年6月12日  | 1985年12月24日 | 1987年12月30日 |               | 北方舰队            |                                      |
| 列夫琴科海军上将号       | 605  | 列寧格勒日丹諾夫造船廠         | 1982年1月27日  | 1985年2月21日  | 1988年9月30日  |               | 北方舰队            |                                      |
| 维诺格拉多夫海军上将号   | 572  | 加里寧格勒波羅的海楊塔爾造船廠 | 1986年2月5日   | 1987年4月6日   | 1988年12月30日 |               | 太平洋舰队 (俄罗斯) |                                      |
| 哈尔拉莫夫海军上将号     | 678  | 加里寧格勒波羅的海楊塔爾造船廠 | 1986年8月7日   | 1988年6月29日  | 1989年12月30日 | 2020年12月1日 | 北方舰队            |                                      |
| 潘捷列耶夫海军上将号     | 548  | 加里寧格勒波羅的海楊塔爾造船廠 | 1988年1月28日  | 1990年2月7日   | 1991年12月19日 |               | 太平洋舰队 (俄罗斯) |                                      |
| 恰巴年科夫海軍上將       | 650  | 加里寧格勒波羅的海楊塔爾造船廠 | 1989年2月28日  | 1994年6月16日  | 1999年1月28日  |               | 北方舰队            | 唯一一艘無畏級Ⅱ驅逐艦                |

## 外部連結
- 俄羅斯 " 無畏級" 驅逐艦 （页面存档备份，存于）

 维基共享资源上的相關多媒體資源：无畏级驱逐舰